# Roc Nation
La Roc Nation è un'etichetta discografica fondata da Jay-Z nel 2008. Ospita anche agenzia di talenti, scuola, linea di abbigliamento, touring, produzione, gestione, relazioni con i media, editoria e filantropia.

## Storia
Nell'aprile 2008 la Live Nation (uno dei produttori più importanti al mondo di biglietti per concerti) e Jay-Z si associano per creare la Roc Nation.
Nel 2012 la cantante colombiana Shakira firma un contratto con la Roc Nation per la produzione di 3 nuovi album (il primo dei quali è stato pubblicato nel 2013) e per la gestione di 2 tour mondiali, coprodotti con la Live Nation.
Nell'aprile 2013 la Roc Nation firma un contratto con la Universal Music Group. Quest'ultima si riserva i diritti per il rilascio dei nuovi album di Jay-Z e di tutti gli artisti della Roc Nation.

## Artisti sotto contratto
- Alexis Jordan
- Bridget Kelly[4]
- Hugo[5]
- Jaden[6]
- Jay Electronica[7]
- Jay-Z
- J. Cole[8]
- Jess Glynne[9]
- K Koke
- Lil Uzi Vert
- Normani[10]
- Willow Smith[11]
- Rihanna[12]
- Jay Park
- Rondodasosa

## Artisti gestiti dalla Roc Nation
- Casey Veggies[13]
- Demi Lovato[14]
- Elijah Blake[15]
- Mark Ronson[16]
- Meek Mill[17]
- Melanie Fiona[18]
- M.I.A.[19]
- Nick Jonas[14]
- Santigold[20]
- Shakira[21]
- The Ting Tings[22]
- Wale[23]
- Kylie Minogue
- Rihanna
- Megan Thee Stallion[24]
- Christina Aguilera[25]